# ナピラ
ナピラとは、炊いた米に納豆・チーズなどを乗せて焼いた料理。

## 概要
本庄市など埼玉県北部地域の喫茶店などで提供される料理。名称は「納豆」「ピザ」「ライス」の頭文字をとったもので、略さずにそのまま『納豆ピザライス』とも呼ぶことも多い。名前のとおり納豆を乗せたご飯の上に、ピザのようにチーズとベーコンや野菜などの具材を乗せて焼く。手軽なレシピゆえに家庭でも気軽に調理が可能。
発祥は不明だが1970年代には存在していた。時代とともに古い喫茶店が閉店して提供する店舗は減少したが、2017年（平成29年）にこだま青年会議所主催の「こだまめしグランプリ2017」に本庄商工会議所青年部が『夏の焼きなっとうピザライス』で参加しグランプリを獲得。2018年（平成30年）にはテレビ番組で「本庄のソウルフード」として紹介され、イベントなどでも注目を集め、その後は本庄市内の飲食店でアレンジされたナピラが広まりつつある。